# Go West (groupe)
Pour les articles homonymes, voir Go West.
Go West est un groupe de pop/blue-eyed soul britannique formé en 1982 et composé de deux membres : Peter Cox (chant) et Richard Drummie (guitare et chant).
Le duo connait le succès dès son premier single, We Close Our Eyes, en 1985 (numéro 5 dans les charts britanniques, 4e en Nouvelle-Zélande et classé dans plusieurs hit-parades en Europe,), il est récompensé à la cérémonie des Brit Awards en 1986 (Best British Newcomer).
Le groupe est présent sur la bande originale du film Rocky 4 avec le titre One Way Street, puis sur celle de Pretty Woman en 1990 avec la chanson King of Wishful Thinking qui atteint la 8e place dans le Billboard Hot 100 et devient le plus gros succès de Go West aux États-Unis.
Sur scène ou sur disque, le duo a joué avec de nombreux musiciens comme Alan Murphy, Mel Collins, Pino Palladino, Jeff Porcaro, Abraham Laboriel...
La formation scénique actuelle est complétée par Deeral (guitares), Richard Brook (batterie), Lyndon J. Connah (claviers) et Vinzenz Benjamin (basse).
Peter Cox a démarré en parallèle une carrière solo en 1997.

## Discographie

### Albums studio
- 1985 - Go West
- 1987 - Dancing on the Couch
- 1992 - Indian Summer
- 2008 - futurenow
- 2010 - 3D Part 1
- 2011 - 3D Part 2
- 2013 - 3D Part 3

### Compilations / Live / Rééditions
- 1985 - Bangs and Crashes
- 1993 - Aces and Kings
- 1998 - The Best of Go West
- 2001 - Live at The NEC
- 2012 - The Very Best of Go West
- 2022 - Go West (Réédition : coffret 4CD+1DVD inclus l'album original remastérisé, raretés, démos, remixes, live et inédits + Vidéo-clips et performances Live)
- 2024 - Dancing on the couch (Réédition : coffret 3CD+1DVD inclus l'album original remastérisé, raretés, démos, remixes, live et inédits + Vidéo-clips et concert "The Runaway Train Tour" filmé au Hammersmith Odeon en 1987)

### Singles
1985
- We Close Our Eyes
- Call Me
- Goodbye Girl
- Eye to Eye
- Don't Look Down – The Sequel

1986
- One Way Street
- True Colours

1987
- I Want to Hear It from You
- From Baltimore to Paris
- The King Is Dead
- Let's Build a Boat

1990
- King of Wishful Thinking

1992
- Faithful
- What You Won't Do for Love

1993
- Still in Love
- Tracks of My Tears
- We Close Our Eyes (remix)

2001
- All Day All Night

2008
- Let Love Come
- Only Love

2010
- Skin Deep